# Mankayan
Mankayan è una municipalità di quarta classe delle Filippine, situata nella Provincia di Benguet, nella Regione Amministrativa Cordillera.
Mankayan è formata da 12 baranggay:
- Balili
- Bedbed
- Bulalacao
- Cabiten
- Colalo
- Guinaoang
- Paco
- Palasaan
- Poblacion
- Sapid
- Tabio
- Taneg